# ناک‌اوت

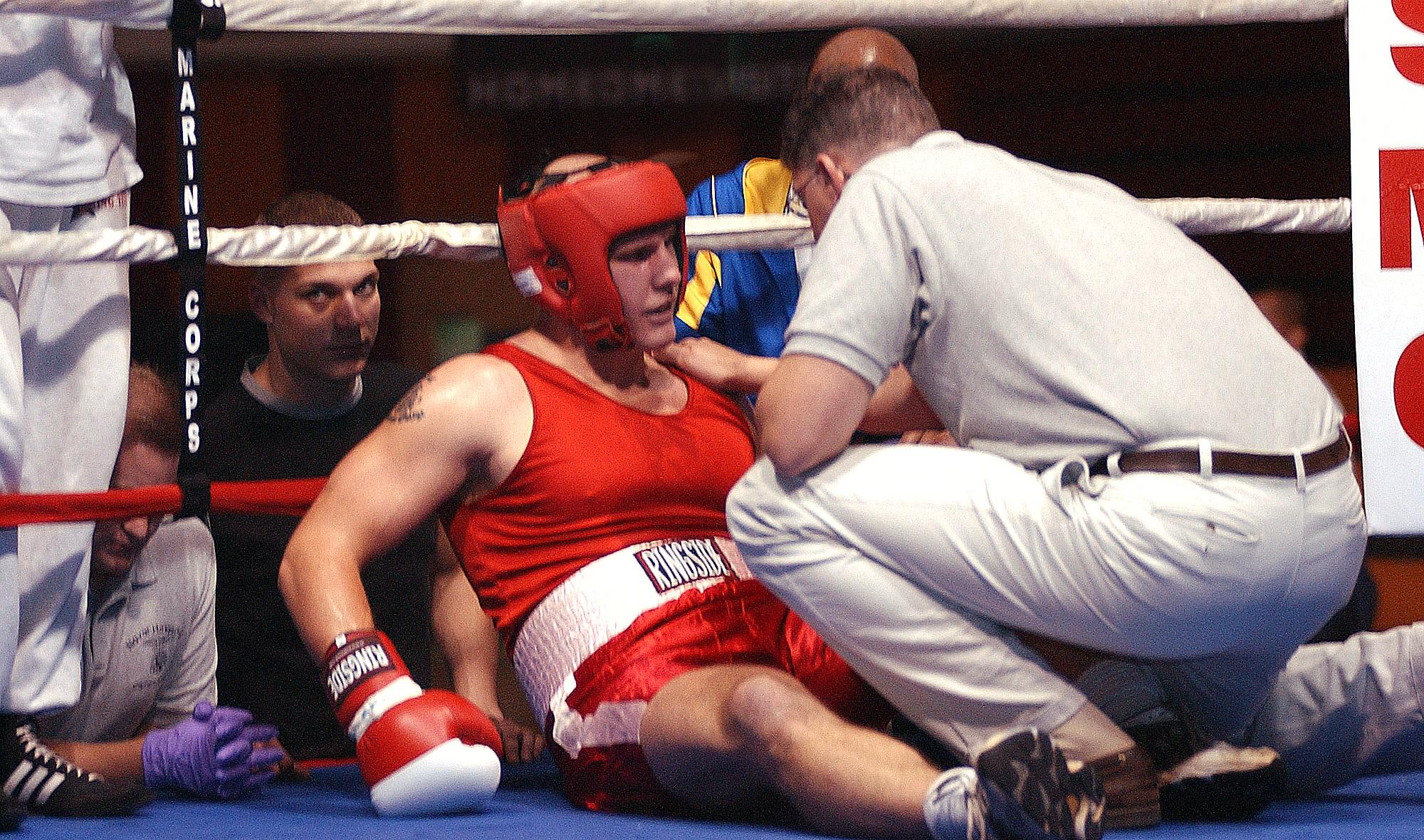
بوکسور ضربه فنی شده در مسابقهٔ بوکس - ۲۰۰۶

ناک‌اوت یا ضربه فنی (به انگلیسی: knockout یا KO) یک معیار پیروزی در مسابقات ورزشی مبارزه‌ای نظیر بوکس، جودو، کیک‌بوکسینگ، موای تای، هنرهای رزمی ترکیبی، تکواندو، ووشو ساندا، کیوکوشین و دیگر سبک‌های آزاد کاراته و غیره است. ضربه فنی کامل هنگامی است که حریف توان ادامه مبارزه را نداشته باشد.
اصطلاح ناک‌اوت اغلب به از دست دادن ناگهانی هوشیاری در اثر یک ضربه فیزیکی گفته می‌شود. ضربه‌های قدرتی پی‌درپی به سر (به‌ویژه به خط فک و گیجگاه) می‌تواند منجر به تکان مغزی یا رفلکس سینوس کاروتید همراه با سنکوپ شود و در نتیجه یک ناک‌اوت ناگهانی و دراماتیک روی دهد. ضربه به بدن، به‌ویژه مشت مستقیم به کبد، نیز می‌تواند موجب درد پیش‌رونده و ناتوان‌کننده و در نهایت ناک‌اوت شود.
در برخی ورزش‌ها، از جمله بوکس و کیک بوکسینگ، هنگامی که حریف بر روی تشک بیافتد و به‌دلیل خستگی، درد، سرگیجه یا عدم هوشیاری قادر به برخاستن در مدت زمان تعیین‌شده نباشد، ناک اوت در نظر گرفته می‌شود. به‌طور مثال، اگر یک بوکسور ناک داون شود و ظرف مدت ده ثانیه نتواند به مبارزه ادامه دهد، ناک اوت محسوب می‌شود و حریف او امتیاز پیروزی را دریافت می‌کند.
در رقابت‌های هنرهای رزمی ترکیبی (ام.ام. ای) (به انگلیسی: mixed martial arts یا MMA)، هیچ زمان خاصی بعد از ناک داون در نظر گرفته نمی‌شود؛ چرا که قلاب کردن حریف تا سرحد تسلیم و نیز به خاک انداختن و ضربه کوبیدن در آن مجاز است. اگر یک مبارز در نتیجه ضربه‌های قانونی، هوشیاری خود را از دست بدهد (یا اصطلاحاً تلو تلو بخورد) یا آن که پس از ناک داون نتواند بلافاصله از خود دفاع کند، ناک‌اوت محسوب می‌شود. از آنجا که بسیاری از مبارزات ام.ام.ای. به‌جای حالت ایستاده، ممکن است به درگیری بر روی زمین کشیده شود، امکان ثبت امتیاز ناک‌اوت از طریق خواباندن حریف و ضربه زدن به او وجود دارد و این یکی از حالات معمول پیروزی در این‌گونه مسابقات است.

## ناک‌اوت فنی
ناک‌اوت فنی یا حذفی فنی یا داور توقف (به انگلیسی: technical knockout یا TKO) زمانی اعلام می‌شود که داور، پزشک رسمی رینگ، خود شخص مبارز یا مربی همراه وی تشخیص دهد که ادامه مسابقه ایمن نیست. در بوکس، پس از ۱۰ شماره از ناتوانی مبارز و در برخی مناطق، پس از آنکه مبارز سه بار در یک راند، ناک داون شود، ناک اوت فنی اعلام می‌شود. در بریتانیا به ناک اوت فنی با این عبارت اشاره می‌کنند که مبارز کناره‌گیری کرد (اگر مبارز از ادامه مسابقه دست بکشد) یا آنکه داور مبارزه را متوقف کرد (به اختصار RSF). در بوکس آماتور، ناک اوت با عبارت داور مسابقه را متوقف کرد (به اختصار RSC) بیان می‌شود. ناک اوت فنی می‌تواند زمانی که مبارز، پانزده امتیاز عقب‌تر از حریف خود باشد نیز اعلام شود.

### انواع ناک‌اوت فنی
- توقف پزشک بر اثر جراحت: که در آن شخص مبارز دچار جراحتی شده و ادامه مسابقه برای او خطرناک تشخیص داده می‌شود.
- توقف مربی: که در آن شخص مبارز شدیداً صدمه دیده است و مربی تصمیم به واگذاری مسابقه به نفع مبارز دیگر را دارد تا از هر گونه آسیب احتمالی جلوگیری کند. (این حالت معمولاً با انداختن حوله اعلام می‌شود)
- توقف به دلیل ضربه: که در آن شخص مبارز با ضربه‌های مداوم حریف، گیج و سردرگم شده است و هوشیاری لازم را برای دفاع از خود ندارد. در این هنگام داور مداخله نموده و مبارزه را به‌دلیل احتمال هر گونه آسیب متوقف می‌سازد.
- ناک داون‌های چندگانه: که در آن شخص مبارز در طول یک راند سه مرتبه ناک داون می‌شود (قانون رایج در بسیاری از مسابقات بوکس و کیک بوکسینگ) و در برخی هیئت‌های داوری تا چهار ناک داون در یک مسابقه.

## ناک داون
ناک داون (به انگلیسی: knockdown) زمانی اتفاق می‌افتد که پس از ضربه حریف، هر عضو غیر از پاها با زمین تماس پیدا کند. این اصطلاح همچنین زمانی به‌کار می‌رود که شخص مبارز روی طناب‌های رینگ تکیه داده است، در بین طناب‌ها گیر افتاده یا در بالای طناب‌ها قرار گرفته است و قادر نیست از آن پایین بیاید و از خود دفاع کند. با شروع ناک داون، شمارش توسط داور آغاز می‌شود و اگر شخص نتواند ظرف مدت شمارش تعیین شده به مبارزه ادامه دهد، مسابقه با اعلام ناک داون به پایان می‌رسد.
اصطلاح ناک داون آنی (به انگلیسی: flash knockdown) نیز زمانی است که بدن شخص با زمین تماس پیدا می‌کند ولی قبل از آنکه شمارش آغاز شود، سریعاً برمی‌خیزد و به مبارزه ادامه می‌دهد.